# Yorkshire du Sud
Le Yorkshire du Sud (South Yorkshire /saʊθ ˈjɔːk.ʃə(ɹ)/) est un comté métropolitain d'Angleterre.

## Divisions administratives
Il est divisé en quatre districts métropolitains qui sont :
1. Sheffield ;
2. District métropolitain de Rotherham ;
3. District métropolitain de Doncaster ;
4. District métropolitain de Barnsley.

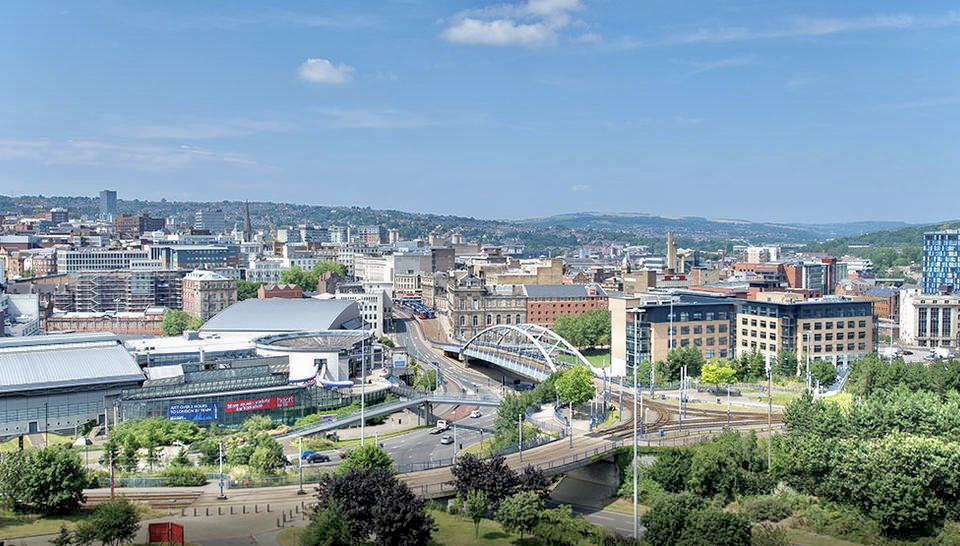
Skyline de la ville anglaise de Sheffield.